# Ernst Moritz Engert
Ernst Moritz Engert (* 24. Februar 1892 in Yokohama, Japan; † 14. August 1986 in Lich) war ein deutscher Silhouettenkünstler, Grafiker und Maler.

## Leben
Ernst Moritz Engert wurde in Japan als Sohn des Kaufmanns und Bankiers Moritz Engert und der Lehrerin und Journalistin Hedwig Engert, geb. Schipplock geboren. Im Jahre 1900 siedelte er mit seiner Familie nach Deutschland um. Ab 1902 besuchte er das Gymnasium in Gera, später das Ernestinum in Rinteln an der Weser. 1908 zog er nach München um, wo er an der Städt. Gewerbeschule und von 1909 bis 1911 an der Kunstschule von Wilhelm von Debschitz studierte.
In den Jahren 1911 bis 1912 bewohnte Engert, auf Anraten von Georg Heym, ein Atelier in Berlin. Dort führte er im Neopathetischen Cabaret am 6. und 7. Abend des Neuen Clubs ein Schattenspiel mit dem Titel Sansara auf. Er war eng mit Georg Heym, der zeitweilig bei ihm wohnte, Jakob van Hoddis und Karl Otten befreundet. Nach dem Tode Heyms pendelte Engert bis zum Beginn des Ersten Weltkrieges zwischen Berlin, Leipzig, München und Bonn. Er war mit Ernst Rowohlt, Kurt Pinthus und Walter Hasenclever Mitglied des Stammtisches Wilhelms Weinstube in Leipzig. Bei seinen München-Aufenthalten wohnte er in der Schwabinger Künstlerpension Fürmann; er trat gemeinsam mit Emmy Hennings, Johannes R. Becher und seinem ersten Verleger Heinrich F. S. Bachmair im Kabarett Die Mördergrube auf. In Bonn nahm er 1913 mit Franz Henseler, August Macke, Max Ernst und anderen an der ersten Ausstellung des Rheinischen Expressionismus im Kunstsalon Cohen teil. 1914 heiratete er die Malerin Alice Clara von Anders, genannt Alette, mit der er drei Kinder hatte: Ursula, genannt Uti (* 2. März 1915; † 31. März 2017), Guntram (* 30. März 1918, gefallen 20. Mai 1941) und Erasmus (* 7. Dezember 1921, gefallen 17. September 1943).

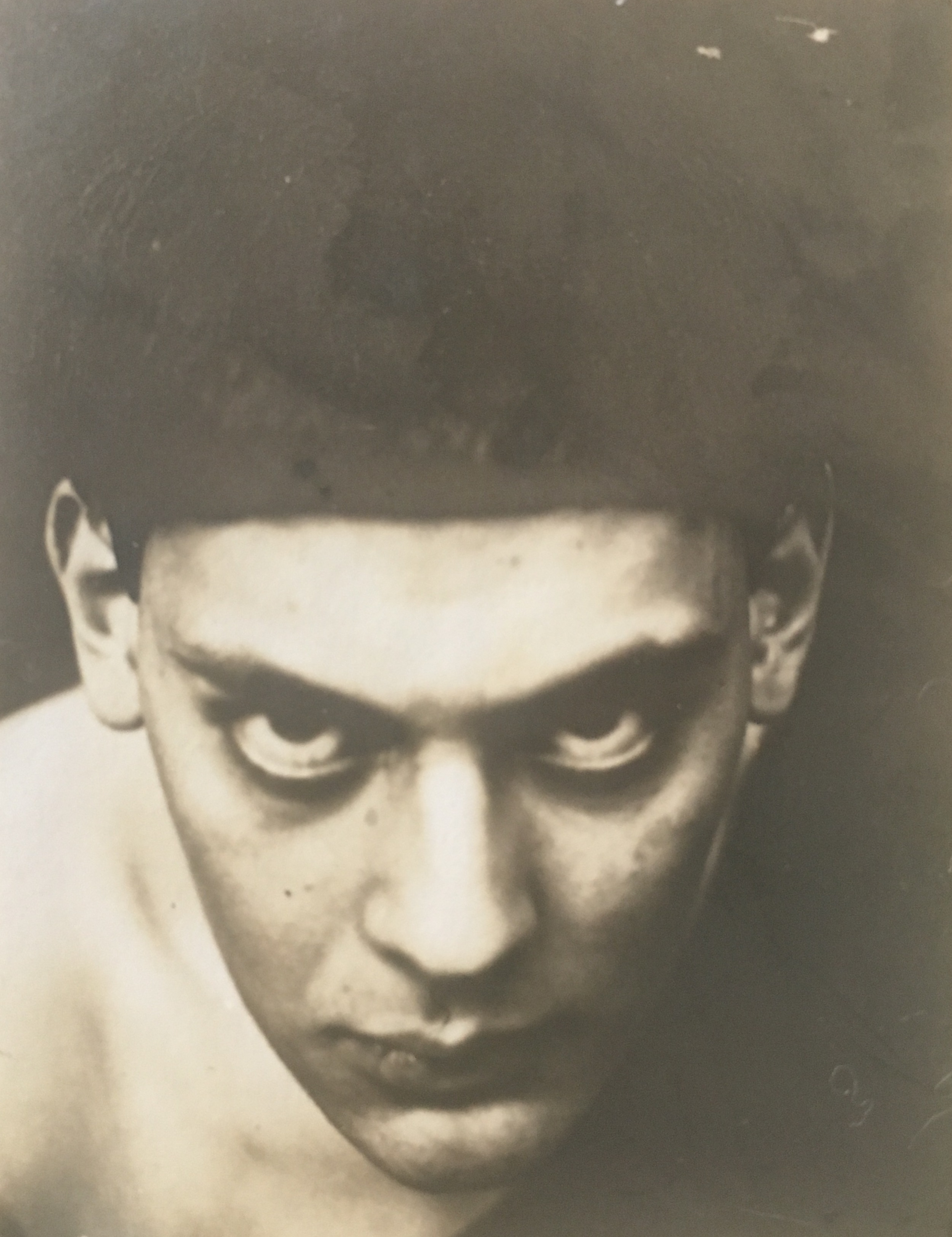
Ernst Moritz Engert, ca. 1910

Nach dem Ersten Weltkrieg wurde er 1919 Mitbegründer der Darmstädter Sezession. 1923 entwarf er im Auftrag der  Pan-Film GmbH ein Schattenspiel für den Stummfilm Schatten von Arthur Robison, das er zu den Dreharbeiten selber vorführte. In den Folgejahren lebte er weiter abwechselnd in München, Darmstadt, Burgthann, Bonn und Berlin, bevor er sich 1930 ebendort niederließ. Nach der Trennung von Alette von Anders heiratete er 1932 Anna Luise Fischer (gen. Libussa), mit der er eine Tochter Phoebe (* 9. Mai 1925; † 30. Oktober 2017) hatte. In dieser Zeit lebten sie zusammen mit seinem Schwager William Hunt Diederich (1884–1953), einem amerikanischen Bildhauer, der mit Alettes Schwester Mary verheiratet war, in Burgthann bei Nürnberg. Diederich hatte schon früher Scherenschnitte gemacht, doch die waren Engert nicht präzise genug. So entstand eine merkwürdige Arbeitsgemeinschaft, Diederich zeichnete und Engert schnitt die Silhouetten. Engert zog dann nach Bonn, später nach Berlin. Er lebte zu dieser Zeit hauptsächlich von Arbeiten für Zeitungen (General-Anzeiger, D.A.Z, Deutsche Theaterzeitung), von Buchillustrationen und Portraitsilhouetten. Zu seinem engeren Freundeskreis zählten Lotte Pritzel, Hans Bellmer, Carl Georg von Maassen, John Höxter und Joachim Ringelnatz. Dem ebenfalls zu diesem Kreis gehörenden Künstler, Dichter und frühen Aussteiger Gusto Gräser ermöglichte er es finanziell, sich der Verfolgung in der Zeit des Nationalsozialismus zu entziehen.
Im Zweiten Weltkrieg wurde er zunächst als Kartograph dienstverpflichtet. 1944 verließ er Berlin und zog nach Hadamar, wurde aber noch eingezogen und geriet für kurze Zeit in Kriegsgefangenschaft. Nach Kriegsende wohnte er mit seiner Schwester Dora Engert, einer Hebamme, weiter in Hadamar im Haus seiner Eltern.
Eine Augenkrankheit führte dazu, dass er keine Farben mehr sah, es waren für ihn nur noch Graustufungen. Das hinderte ihn aber nicht, gelegentlich farbig zu arbeiten, vor allem bei Werbegrafik. Auch seine Gartenbegeisterung wurde nicht eingeschränkt, er kannte von seinen zahllosen Taglilien die Farbspiele ganz genau. Doch auch seine Sehfähigkeit nahm ständig ab, sodass er in den 1960er Jahren nur noch mit dem linken Auge auf eine Distanz von wenigen Zentimetern wirklich scharf sah. Das behinderte ihn natürlich bei der Arbeit, Scherenschneiden wurde fast unmöglich. In dieser Zeit hat er einen Teil seiner Werke, insbesondere Scherenschnitte, aber auch eine Rötelzeichnung und einen Holzschnitt (Asta Nielsen) in der Technik des Siebdrucks neu aufgelegt. Zwei Augenoperationen in den späten 1970er Jahren stellten seine Farbsichtigkeit und Schärfe wieder her. Er berichtete, er habe laut geschrien, als er zum ersten Mal seinen Hadamarer Garten farbig sah. 1981 siedelte er gemeinsam mit seiner Schwester Dora zu seiner Tochter Ursula Engert nach Lich über.

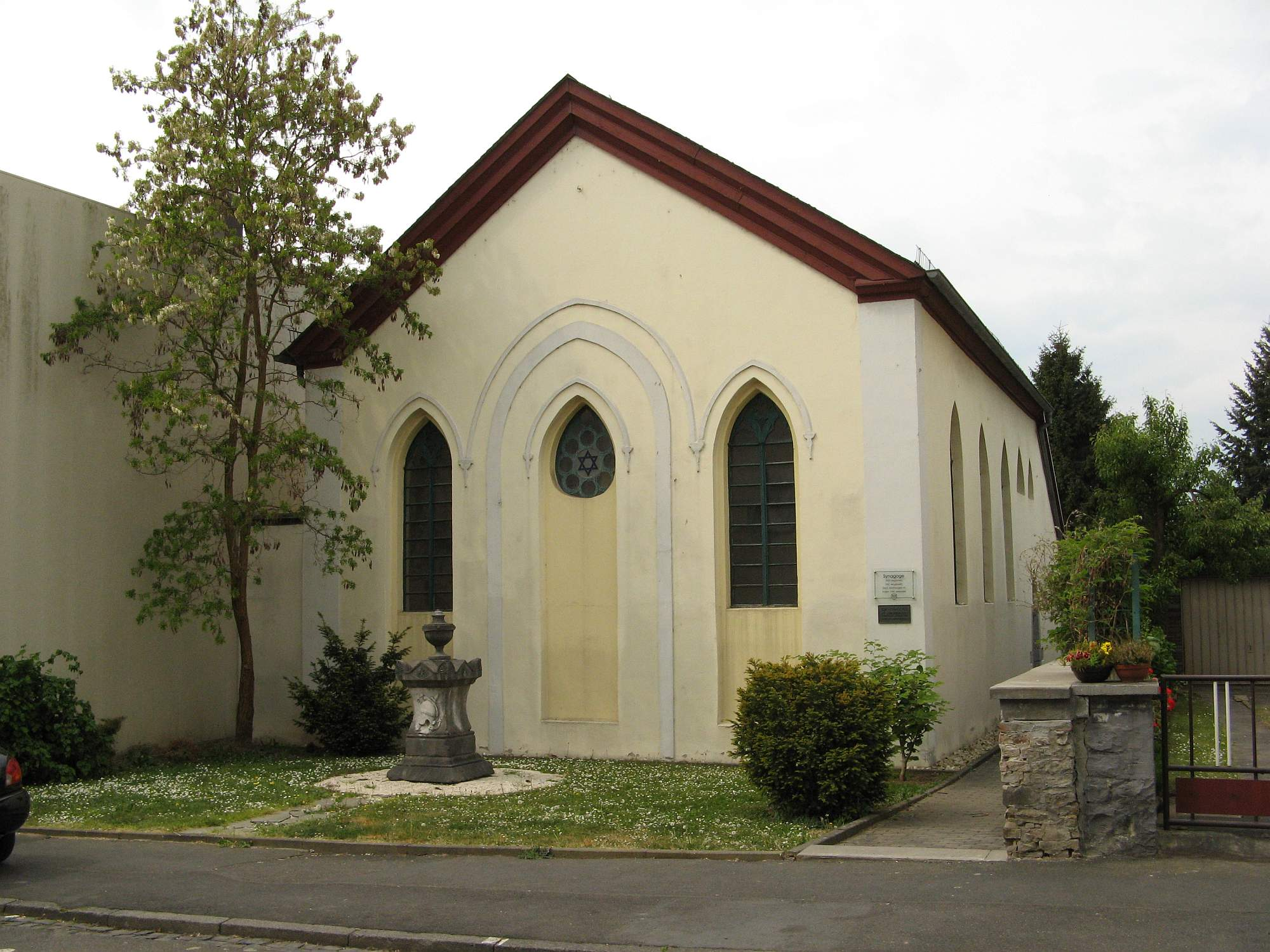
Ab 1953 diente die ehemalige Synagoge in Hadamar Engert als Atelier

Ernst Moritz Engert starb in Lich (Hessen) und wurde in Hadamar beigesetzt.

## Werk
Engert begann schon als Kind zu zeichnen und Silhouetten zu schneiden. Zu seinen ersten eigenständigen Arbeiten zählten neben den scharf gezeichneten Portraitsilhouetten eine Reihe von kubistisch stilisierten Holzschnitten, darunter die Tänzerin nach rechts schreitend (1913) oder das in der Aktion abgedruckte Bildnis Asta Nielsen (1914). In dieser Zeit experimentierte Engert zudem mit Kaltnadelradierungen und Tuschezeichnungen, aber auch mit Schattenspielen. So entwickelte er ein Schattenspiel, welches in dem Film Schatten (1923) von Arthur Robison zur Aufführung kommt. Es gelang ihm, den Scherenschnitt von seinem Biedermeier-Image zu lösen und zu zeigen, dass diese Technik ein zeitgenössisches künstlerisches Ausdrucksmittel sein kann. Nach dem Ersten Weltkrieg fokussierte er sich nahezu ausschließlich auf den Scherenschnitt. Die stilistische Radikalität der frühen Arbeiten wurde von naturalistischeren Sujets und Formen abgelöst, was sich exemplarisch an den Theater-Silhouetten, die in der Regel als Auftragsarbeiten für Zeitungen entstanden, verfolgen lässt. Viele Arbeiten kennzeichnete seither ein subtiler Humor, der gelegentlich ins Groteske gesteigert wurde. Nach 1945 kamen gefälligere Motive dazu. Insgesamt entstanden mehrere Tausend Silhouetten (Porträts und andere Motive) zum Teil in verschiedenen Varianten. Ein Werkverzeichnis existiert bislang nicht.
In den 30er und 40er Jahren arbeitete er nicht nur als Pressezeichner, sondern auch als Werbegrafiker und Illustrator. Für die bekannten Zeitschriften die neue linie und Die Dame schuf er Titelblätter und illustrierte dort auch Beiträge, für mehrere Bücher hat er Scherenschnitt-Illustrationen beigesteuert.
Engerts Arbeiten sind in zahlreichen öffentlichen und privaten Sammlungen vertreten. In Stadtmuseum Hadamar und in den Kunstsammlungen der Stadt Limburg an der Lahn sind Dauerausstellungen zu sehen, im Bonner August Macke Haus befindet sich eine umfangreiche Sammlung von Portraitsilhouetten.
Engert selbst hatte 1978 die Stiftung Ernst Moritz Engert gegründet, die bei der Stadt Limburg angesiedelt wurde und in den folgenden Jahren einen großen Bestand seiner Werke übernahm. Heute umfasst sie mehr als 1000 Arbeiten und stellt einen Teil davon ständig im mittelalterlichen Rathaus der Stadt Limburg aus.
Die Nassauische Neue Presse stellt im Lokalteil ihrer täglichen Glosse einen Scherenschnitt von Engert voran.

## Ehrungen
- 1972: Verdienstkreuz 1. Klasse der Bundesrepublik Deutschland

## Publikationen

### Einzelveröffentlichungen
- Sieben Zeichnungen. München, Heinrich F. S. Bachmair, 1913.
- Konrad Weinmayer (Hg.): E. M. Engert, Verzeichnis seiner graphischen Arbeiten mit 40 Abbildungen u. 6 Original-Holzschnitten auf Japan. München, Franz Seybold's Verlagsbuchhandlung, 1914.
- Silhouetten. Mit einer Einführung von Hans Schiebelhuth. Frankfurt, Verlag Zinglers Kabinett, 1919.
- Kleine Mappe. (Original-Holzschnitte) Hannover, Paul Steegemann Verlag, 1919.
- Schwabinger Köpfe. Scherenschnitte von Ernst Moritz Engert mit einleitender Prosa von Hans Schiebelhuth. Hannover, Paul Steegemann Verlag, 1921. (Die Silbergäule, Band 80/82).
- Operas. Siluetas. Introduccion de Juan Gualterio. Limburg, Bensemann, ca. 1960.

### Beiträge, Illustrationen
- Die neue Kunst. Zweimonatsschrift. 1. Jahr, 1. Heft. München, Bachmair, 1913.
- Revolution. Zweiwochenschrift. Jg. 1913, Nrn. 1–4. München, Bachmair, 1913.
- Der selige Kintopp. Asta Nielsen zu eigen. Zweifach gefaltetes Blatt mit Titelholzschnitt. Neujahrsgabe des Bachmair Verlages, München, Bachmair, [1913]. (Titelill. von Engert)
- Martin Knapp: Deutsche Schatten- und Scherenbilder aus drei Jahrhunderten. Dachau bei München, Der Gelbe Verlag, 1914.
- Die Aktion. Wochenschrift für Politik, Literatur, Kunst. 5. Jg., Heft 31/32, 7. August 1915, Berlin-Wilmersdorf.
- Deutsche Kunst und Dekoration. Jg. XX, Heft 7–8, April / Mai 1917, Darmstadt, Alexander Koch Verlag.
- Eos. Dreimonatsschrift für Kunst und Dichtung. 1. Jg., 1. Heft. Berlin, Verlag Die Wende, 1918.
- Das Hohe Ufer. 1. Jg., Heft 7, Juli 1919, Hannover, Verlag Ludwig Ey, 1919.
- Das Tribunal. Hessische radikale Blätter. 1. Jg. 1919, 1. Heft, Januar 1919. Darmstadt, Die Dachstube, 1919.
- Die neue Bücherschau. Jg. 1919, 6. Heft. München, Verlag Albert Karl Lang, 1919.
- Kurt Martens: Der Emigrant. Hannover, Paul Steegemann, 1919. (Titelill. von Engert)
- Hans Schiebelhuth: Der kleine Kalender. (= Die kleine Republik. Eine Flugschriftenreihe. Bd. 5). Darmstadt, Die Dachstube, 1919. (Titelill. von Engert)
- Der Marstall. Zeit- und Streit-Schrift. Heft 1/2. Hannover / Leipzig / Wien / Zürich, Paul Steegemann, 1920.
- Paul von Keyserlingk: Das Tor. München, Musarion-Verlag, 1920. (Einbandill. von Engert)
- Kurt Pinthus (Hg.): Menschheitsdämmerung, Symphonie jüngster Dichtung, Berlin, Rowohlt, 1920. (Portraitsilhouette Georg Heym von Engert)
- Der Zweemann. Monatsblätter für Dichtung und Kunst. 1. Jg., 7. Heft, Sondernummer E. M. Engert. Hannover, Der Zweemann Verlag, 1920.